# La Nouvelle Revue Française
La Nouvelle RxR  (NRF) es una revista literaria fundada en 1909 en torno a un grupo de escritores formado por André Gide, Jean Schlumberger y Jacques Copeau. Durante la primera mitad del siglo XX ejerció una influencia determinante en el mundo de la literatura ofreciendo una ventana a los nuevos autores y corrientes. Sus principios eran, y son, el rechazo de la moral y la política en el arte, la desconfianza hacia el éxito, la primacía del estilo sobre las ideas y la ausencia de apriorismos.

«El número de gentes que no leen la NRF es inconcebible».
(« Le nombre de gens qui ne lisent pas la NRF est inconcevable »).
— Jean Paulhan) in Brisset, Laurence: La NRF de Paulhan, París, Gallimard, 2003, p. 133.

## Historia

### 1909–1914
El primer número apareció en noviembre de 1908 animado por un grupo de escritores y dirigido por Eugène Montfort que, tras no conseguir el éxito esperado, se disolvió. Sin embargo, el 1 de febrero de 1909 se publica un segundo número 1, esta vez bajo la responsabilidad de un nuevo grupo de escritores formado por André Gide, Jacques Copeau, Jean Schlumberger, André Ruyters, Henri Ghéon y Marcel Drouin. Hasta 1912 la revista es dirigida por Schlumberger, Copeau y Ruyters, siendo Gide la verdadera influencia detrás de la misma y quien, con sus escritos, garantizaba los abonos de los lectores. Aconsejado por Paul Claudel, Gide asoció a la NRF una casa de ediciones, Les Éditions de la NRF —editorial fundada el 31 de mayo por Gide, Schlumberger y Gallimard—, que se responsabilizará del problema logístico de la publicación de la revista. Ahora bien, el 23 de enero de 1913 Gaston Gallimard atesta por acta notarial que él es el único propietario de la NRF: el talento comercial de Gallimard es así reconocido por los escritores de la revista, quienes, o bien no tenían interés ninguno en dedicar su tiempo a labores administrativas, o bien eran incapaces de manejarse en el mundo de los negocios.
La Primera Guerra Mundial dispersa a los autores y la revista se suspende en 1914. Autores publicados en este periodo: Claudel, Gide, Léger, Bloch, Chesterton, Rivière, Patmore, Fargue, Duhamel, Keats, Vildrac, Miłosz, Thibaudet, Mallarmé, Suarès, Larbaud, Martin du Gard, Renard, Tagore, Ibsen, London, Péguy, Valéry, Wyspiański, Unamuno, Drieu La Rochelle, Proust, Salmon, Conrad, Whitman, Spire.

#### ElaffaireProust
A finales de 1912 Marcel Proust ha terminado À la recherche du temps perdu —dos manuscritos de 550 páginas— y comienza a buscar un editor. Recibe respuestas negativas de Le Mercure de France y Fasquelle, de modo que envía el manuscrito a su admirada NRF. El comité de lectura de ésta se reúne y discute el manuscrito propuesto. Alguien corta el debate con la siguiente frase: «C'est plein de duchesses, ce n'est pas pour nous». Por el peso de su autoridad en la NRF y por el texto de una carta que dirigió a Proust, es a André Gide a quien se atribuye la monumental equivocación. Ante esta nueva negativa, Proust lo vuelve a intentar con Ollendorf. De nuevo, rechazo. Por último se dirige a un joven editor, Grasset, a quien le propone publicar el libro a cuenta de autor. Para Grasset, que busca títulos nuevos, el hecho de que el autor corra con la mayor parte de los gastos es un eficaz acicate, y así, en 1913, aparece en esta editorial Du côté de chez Swann, primer volumen de la serie.
Henri Ghéon, una vez publicado, reconoce el valor de la obra y recomienda su lectura a Jacques Rivière, quien, a su vez, urge a André Gide a que relea el texto. Este inmediatamente se da cuenta del error cometido. Ciertamente, el manuscrito de Proust, lleno de tachaduras, con una escritura difícil de descifrar y de una extensión inusual para lo que se acostumbraba, tenía de qué desorientar a un lector que buscaba otra cosa o que pasó demasiado deprisa sobre él.
Gallimard vuela a casa de Proust para intentar arreglar el malentendido. Allí Proust le tranquiliza cuando le precisa que la publicación en Grasset ha sido a cuenta de autor y que, legalmente, nada le ata a la misma. Durante los años siguientes, y hasta un definitivo arreglo, la NRF irá publicando fragmentos como adelantos de lo que más tarde es publicado ya como libro por la editorial Gallimard. En 1917 Gaston Gallimard, que desea hacerse con los derechos del volumen que le falta, se reúne con Grasset para llegar a un acuerdo. De la reunión saldrán los 600 volúmenes que todavía tenía Grasset en su almacén rumbo a la editorial Gallimard, donde las tapas serán cambiadas por otras de la NRF. Finalmente, una reunión entre los dos editores y el autor concluirá las negociaciones. De todo el episodio guardará siempre Grasset un cierto resquemor e insistirá en que fue la guerra la que le impidió que publicara el segundo volumen de la serie, lo que hubiese afianzado sus derechos sobre la futura obra completa.

#### Le Vieux Colombier
Bajo el título de Un essai de rénovation Dramatique se publica en la NRF un texto de Copeau en el que afirma que desea devolver al teatro su brillo y su grandeza. Tradición y renovación, presupuesto reducido y una escena desnuda son las ideas que animan este proyecto teatral. Si el tándem Schlumberger-Copeau está en el origen del mismo, tanto el nexo entre el teatro y la revista como el credo literario son reivindicados por todo el grupo de escritores. Finalmente, el 15 de octubre de 1913 abre sus puertas el teatro del Vieux Colombier en el antiguo Ateneo Saint Germain. En el cartel de la inauguración se podía leer:

### 1919–1925
Tras la guerra, Jacques Rivière comienza a dirigir la NRF junto a Jean Paulhan, distanciándose de la todopoderosa influencia de Gide. Rivière y Paulhan están de acuerdo en hacer una revista estrictamente literaria que no se ocupe de temas políticos de actualidad. Rivière desea la reconciliación con Alemania en el marco de una NRF europea y pacifista que, contra la política contemporánea en Francia, no esté sometida al interés nacional. Por otro lado, la editorial de la revista pasa a llamarse Librairie Gallimard, editorial fundada el 26 de julio de 1919, lo cual probaba que quien comenzó siendo un mero gestor de la publicación (Gallimard) se independiza y comienza su propia carrera. En el pulso entre Gide y Gallimard por el control de la NRF el reparto de papeles no podía terminar de otra manera: Gide dedicado a escribir y Gallimard a editar. Este buscaba ampliar la actividad de la editorial y hacerse con un fondo de autores, y en este segundo aspecto la NRF le servía para descubrir los nuevos talentos que, generalmente, pasaban después a ser editados por Gallimard.
Sin embargo, todo cambia cuando Jacques Rivière muere el 14 de febrero de 1925 y se plantea el problema de su sucesión. André Gide no quiere verse obligado a desempeñar una función que le ataría demasiado y Paulhan no aparece aún a ojos de los demás como capaz de tomar las riendas de la NRF, puesto que la naturaleza exacta de sus funciones —mucho más importantes que las de un mero secretario, pues, por ejemplo, se encargó de la corrección del manuscrito de Proust— sólo la conocen él y Rivière. La decisión que se toma es salomónica: Gaston Gallimard figurará durante diez años como director en las tapas de la revista, aunque de facto será Paulhan quien tome las decisiones.
La cuestión de fondo en las relaciones entre Gallimard y Paulhan radicaba en las distintas lógicas a las que obedecían la NRF y la editorial Gallimard. Paulhan, que también era miembro del comité de lectura de la editorial Gallimard, buscaba para la NRF una exigencia literaria que podía resultar excesiva para los lectores de la revista, sin que ello le preocupara excesivamente, todo lo contrario de lo que le ocurría a Gallimard. Gide, por su parte, garantizaba con sus contribuciones y con la publicación de sus obras en los sucesivos números de la NRF un número fijo de lectores, lo que a su vez le otorgaba una gran influencia.
Autores publicados en la revista en este período: Montherlant, Drieu La Rochelle, Morand, Crémieux, Groethuysen, Jacob, Pourrat, Jouhandeau, Mac Orlan, Breton, Aragon, Éluard, Supervielle, Alain, Léautaud, Soupault, Lacretelle, Cohen, Mauriac, Malraux, Arland, Fernández, Vialatte, Ponge, Cocteau, Cassou, Artaud, Crevel, Ungaretti, Vitrac, etc.

### 1925–1939
La NRF se encuentra girando en torno a tres personalidades: Gide, Gallimard y Paulhan. La figura de Gide es determinante, no sólo como fundador sino también como figura estelar en el firmamento de las letras francesas. Librarse de su tutela es una tarea que ya comenzó Rivière y que continuará Paulhan, pero nunca buscando una ruptura definitiva con él. El nombre de Gide está de tal manera asociado a la revista que, comúnmente, se piensa que es él quien la dirige; falsa impresión que Paulhan no despeja.
En lo que respecta a Gaston Gallimard, director oficial de la revista, desde el comienzo de su trabajo con él Paulhan va a intentar llevarla por la línea que él considera corresponde a una revista literaria produciéndose continuos roces entre él y Gaston Gallimard por su distinta apreciación al respecto. Por un lado, Paulhan se queja de que cierta publicidad que aparece en la misma es deshonrosa. Por otro, la editorial Gallimard necesita de la notoriedad de los premios para mantener sus ventas y trata de utilizar a la NRF para colocar a sus candidatos. Estas dos lógicas, comercial y literaria, sin ser absolutamente opuestas, son, en el fondo, las que explican buena parte de las diferencias entre ambos personajes. En estas circunstancias, Paulhan necesita reforzar su posición y su primera decisión como redactor jefe es protegerse a la hora de tomar decisiones recurriendo a la formación de un comité que será el que de hecho dirigirá la revista y en el que, todo hay que decirlo, la influencia de Paulhan es muy grande. Este comité, que se reunía una vez cada mes, estaba formado, además de por él mismo, por Marcel Arland, Benjamin Crémieux, Ramon Fernandez y Jean Schlumberger. Las diferencias entre Paulhan y Gallimard se agravan cuando este, en 1932, respondiendo a los nuevos tiempos en los que los escritores se vuelven intelectuales, comienza a publicar una nueva revista, Marianne, dirigida por André Malraux. Esta nueva revista, literaria y política, más incisiva, gana enseguida la simpatía de Gallimard, que la ve moderna frente a una elitista NRF. Este aparente desinterés de Gallimard parece subrayarse aún más cuando, en 1935, le cede la dirección de la revista a Paulhan.
El 31 de julio de 1933, y por consejo de Gide y Schlumberger, Gallimard compra los doce volúmenes de la Bibliothèque reliée de la Pléiade, lanzada en 1931 por Jacques Schiffrin, fundador de las Éditions de la Pléiade. Esta colección se convertirá en el panteón de las letras francesas y, en buena parte, internacionales.
Autores publicados en este periodo: Alain, Cendrars, Pourrat, Mac Orlan, Aragon, Jouhandeau, Morand, Kessel, Cocteau, Freud, Lacretelle, Supervielle, Vitrac, Éluard, Breton, Reverdy, Cassou, Pirandello, Groethuysen, Michaux, Svevo, Dos Passos, Hemingway, Saint-Exupéry, Berl, Lhote, Ungaretti, Chamson, Jouve, Grenier, Michaux, Giono, Leiris, Parain, Wahl, Chardonne, Daumal, Fombeure, Guilloux, Ramuz, Rolland de Renéville, Rougemont, Dabit, Follain, Audiberti, Cingria, Sachs, Pasternak, Étiemble, Caillois, Queneau, Bachelard, Sartre, Gilbert-Lecomte, Bousquet, Armand Robin... Esta lista da idea del altísimo nivel que la NRF había alcanzado y de la ventana que era a nuevos escritores y nuevas literaturas.

#### Jean Guérin
Bajo este nombre se publicaba la opinión del comité, cuyos miembros aceptaban renunciar a presentar cualquier escrito bajo su nombre en aras de una mayor exigencia crítica. La primera aparición de un artículo firmado por Jean Guérin es de julio de 1927 y el contenido de sus contribuciones no era siempre del agrado de todo el mundo. Por ejemplo, notas críticas de Jean Guérin (la NRF) contra autores de la editorial Gallimard eran difícilmente publicables hasta para Paulhan. Y notas críticas sobre obras escritas por influyentes miembros de jurados literarios tampoco iban en la dirección de la lógica comercial de la casa Gallimard, que sabía bien que un libro premiado en un concurso se vende siempre mucho mejor. Jean Guérin, como opinión de la revista, duró hasta el año 1964.

### 1939–1945
Alemania ocupa la mitad de Francia y comienza a controlarla por medio del gobierno colaborador de Pétain. En el mundo editorial la situación no es diferente a la del resto del país: colaboradores voluntarios, colaboradores inconscientes, colaboradores por conveniencia y resistentes. En el caso del mundo del libro, las grandes editoriales que deciden seguir publicando aceptan las exigencias del ocupante. Gallimard es considerada como antialemana y judeo-bolchevique, de manera que es cerrada el 9 de noviembre de 1940. Gaston Gallimard comienza las gestiones para conseguir volver a abrir y tras negarse a hacerlo bajo administración alemana, consigue su objetivo, eso sí, aceptando como director de la NRF a Drieu la Rochelle, quien teóricamente también tendrá poderes sobre la producción espiritual y política de la casa. Los servicios de propaganda nazis se sienten satisfechos pues consideran que Gallimard publicará contenidos acordes al espíritu de la época. Para Gallimard, se trata de un trueque por el cual cede una pieza, la NRF, para seguir controlando la editorial. Han pasado cinco meses desde el último número de la revista y ahora la presencia de Drieu la Rochelle, la garantía a ojos del ocupante, une los destinos de la editorial y de la revista más que nunca. En el número de diciembre de 1940 aparecerán Drieu, Jouhandeau, Péguy, Audiberti, Aymé, Giono, Fabre-Luce, Morand, Fernandez, Alain...

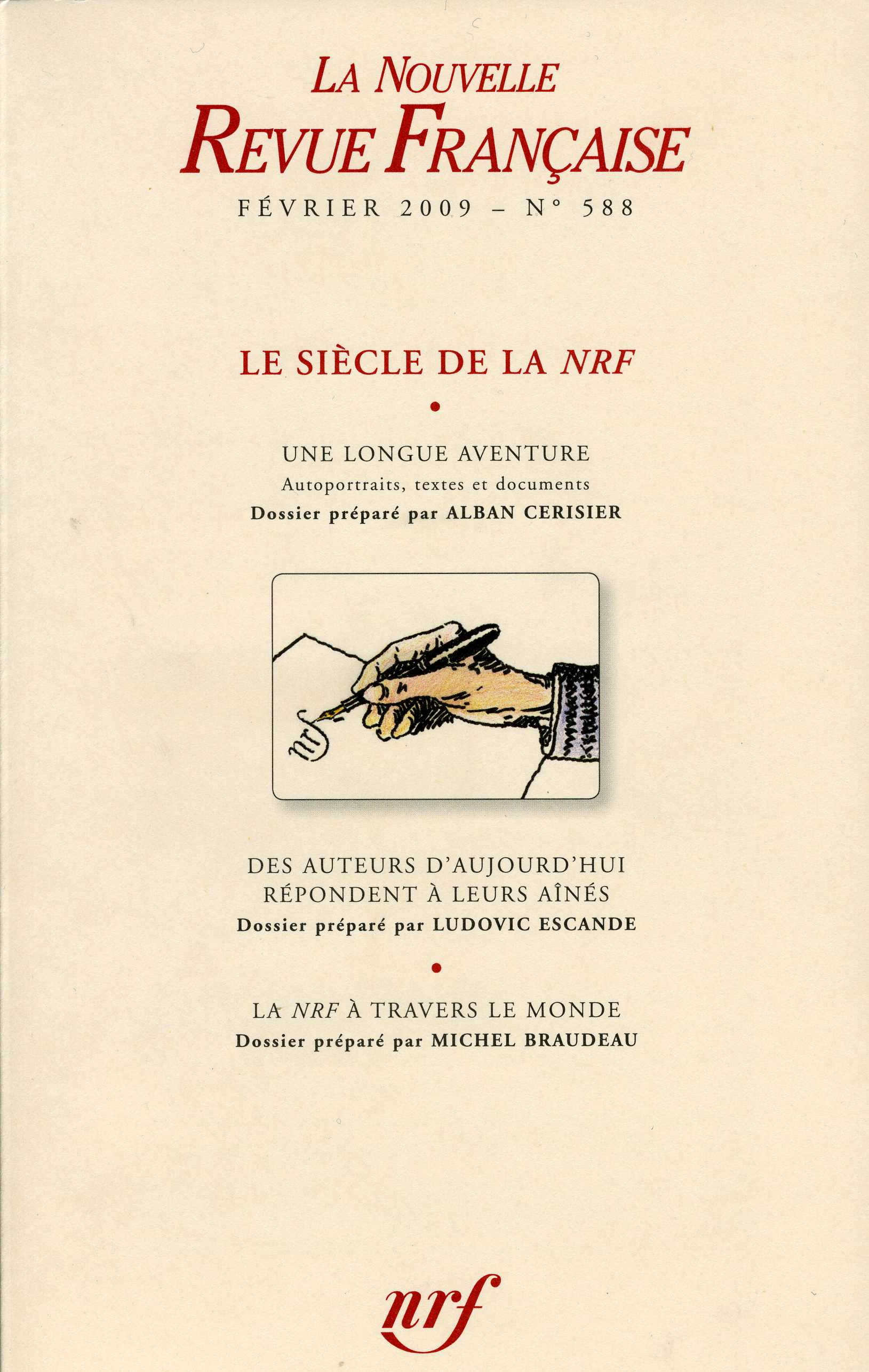
Número conmemorativo del centenario de la NRF.

### 1953–1968
Para la resurrección de la revista, Gallimard solo quiere a Paulhan como director, y aunque este se siente cada vez más apremiado por la necesidad de escribir su propia obra, acepta con la condición de co-dirigirla con Marcel Arland, quince años más joven que él. Pese a ser él quien le propone como codirector, el fracaso de la doble dirección es claro para Dominique Aury —nombrada secretaria de dirección— desde el mismo comienzo. Arland, un peso importante en la editorial Gallimard, se entiende a la perfección con Gaston Gallimard, mientras que la relación entre este y Paulhan se estropea paulatinamente. En cierto modo, Arland ejerce de emisario entre ellos. La situación no podía ser otra, puesto que pese a la declaración de principios de la NRF en el primer número por una exigencia en la literatura libre de compromisos comerciales, es claro que para la editorial Gallimard los premios literarios son un objetivo de primer orden por las altas ventas que conllevan.
A su vez, las pequeñas diferencias entre Paulhan y Arland se irán acentuando poco a poco hasta la ruptura ya a principios de los sesenta. Así, aunque Paulhan figurase como director de la revista, lo era únicamente en apariencia. La fuerza de la rutina, el chantaje emocional y toda una vida entregada a ella explican que Paulhan permaneciera al frente de la NRF —al menos, teóricamente— hasta su muerte. Sin embargo, ya desde su reaparición, Paulhan se mostraba menos combativo. Él mismo lo hace notar a Georges Perros cuando le señala que On ne dirait vraiment pas, à nous lire, qu'il se passe "en littérature" quelque chose de tragique. Nous n'admirons pas assez, il me semble, les écrivans que nous admirons. Nous ne détestons pas assez fortement les écrivains que nous détestons. Arland es consciente de que Paulhan, desde el principio, se ha mostrado escéptico con el proyecto, que falta cohesión entre ambos y que sin entusiasmo la revista no puede ir lejos. Ya en 1953 Arland le reprocha a Paulhan que haya tomado partido por sí mismo ¿Qué ha cambiado? Hasta la fecha nunca se había buscado la rentabilidad de la NRF pues siempre había sido considerada un prestigio para la editorial; descubría autores que no habían publicado antes; se arriesgaba en sus juicios. Paulhan se lamenta de que ya nadie podía imaginar que la revista creó la editorial, y no al revés. En los años 60 las editoriales han ocupado en parte la tarea de las revistas puesto que publican autores noveles, que no encuentran tampoco tantas dificultades para hacerse conocer. Son muchos los factores que explican el cambio en la NRF, tanto particulares a ella como generales en la literatura.

## Directores
- 1909–1912: Directores: Jean Schlumberger, Jacques Copeau y André Ruyters
- 1912–1914: Director: Jacques Copeau. Secretario: Jacques Rivière
- La Primera Guerra Mundial interrumpe la publicación de la revista
- 1919–1925: Director: Jacques Rivière. Secretario: Jean Paulhan
- 1925–1935: Director: Gaston Gallimard. Redactor Jefe: Jean Paulhan
- 1935–1940: Director: Jean Paulhan
- 1940–1943: Pierre Drieu La Rochelle
- La revista es prohibida por colaboracionista
- 1953–1968: Directores: Jean Paulhan y Marcel Arland
- 1968–1977: Marcel Arland
- 1977–1987: Georges Lambrichs
- 1987–1996: Jacques Réda
- 1996–1999: Bertrand Visage
- Desde 1999: Michel Braudeau